# Parafia Opieki Matki Bożej w Arnhem
Parafia Opieki Matki Bożej – parafia prawosławna w Arnhem; jedna z dwóch placówek duszpasterskich prowadzonych w Holandii przez Rosyjski Kościół Prawosławny poza granicami Rosji. Jest to parafia etnicznie rosyjska.

## Historia
Prawosławni Rosjanie pojawiły się w Arnhem po rewolucji październikowej w Rosji. Jednak ich liczba znacznie wzrosła po II wojnie światowej, kiedy przybyli do Arnhem przesiedleńcy z niemieckich obozów pracy, tzw. „displaced persons” – osoby przemieszczone uwięzione w pracy przymusowej podczas wojny na terenie Niemiec i nie chcące wracać do stalinowskiego ZSRR. Dzięki temu powstała parafia prawosławna w Arnhem. Przez około trzy lata (1950–1953) nabożeństwa odprawiano w świątyni starokatolickiej, a następnie w pomieszczeniach domów starców w Osterbejku. W 1954 r. do Holandii przybyła duża grupa uchodźców z komunistycznych Chin, głównie z Szanghaju, a także z komunistycznej Jugosławii. Przy Annastraat 1, gdzie od 1957 do 1973 mieszkali rosyjscy uchodźcy. Tam też w Osterbejku na miejscowym cmentarzu pojawiła się również rosyjska działka, która od 1964 r. została udostępniona do pochówków. Dzięki mieszkającym w Arnhem Tatianie Falk-Koczerginie i jej mężowi awangardowemu artyście Hendrikowi Falkowi stało się możliwe, aby Rosyjska Wspólnota prawosławna w Arnhem miała własny budynek pod kościołem przy Amsterdamsweg 96. Później założono STICHTING, który stał się prawnym założycielem parafii.
W 2001 r. parafia wraz ze swoim proboszczem opuściła Rosyjski Kościół Prawosławny poza granicami Rosji. Do 2008 parafia pozostawała w Rosyjskim Kościele Prawosławnym Na Wygnaniu, a następnie przeszła do Mołdawskiego Kościoła Prawdziwie Prawosławnego. 22 lipca 2020 biskup londyński i zachodnioeuropejski Ireneusz (Steenberg) potwierdził przyjęcie parafii do diecezji zachodnioeuropejskiej  Rosyjskiego Kościoła Prawosławnego poza granicami Rosji.